# Jim Caviezel
Pour les articles homonymes, voir Caviezel.
James Patrick Caviezel, Jr., dit Jim Caviezel, est un acteur américain, né le 26 septembre 1968 à Mount Vernon, (État de Washington, États-Unis).

## Biographie
Jim Caviezel grandit dans une famille catholique conservatrice. Étudiant à l'université de Washington, il se destine initialement à une carrière de basketteur professionnel. Mais à la suite d’une blessure, il s’oriente vers le métier d’acteur.

### Vie privée
Il est marié depuis 1996 à Kerri Browitt Caviezel. Ils ont adopté trois enfants, Lyn Elizabeth Caviezel, Bo Caviezel et David Caviezel.

### Carrière
Il commence par des apparitions dans des séries comme Arabesque et Les Années coup de cœur. Une audition à Seattle lui offre un premier petit rôle dans My Own Private Idaho de Gus Van Sant : celui d’un employé italien d'une compagnie aérienne. Pour l’obtenir, il a prétendu être un véritable Italien récemment arrivé aux États-Unis[réf. souhaitée].
En 1993, il refuse d’entrer à la Juilliard School for the Performing Arts bien qu’il y soit admis, préférant tenir le rôle du jeune frère de Kevin Costner, Warren Earp, dans Wyatt Earp de Lawrence Kasdan[réf. souhaitée].
Soldat en 1998 dans La Ligne rouge, il joue en 2000 le rôle d'un sans-abri dans Un monde meilleur de Mimi Leder, puis tourne en 2004 sous la direction de Robert Harmon (Hitcher) dans le thriller Highwaymen : La Poursuite infernale (Highwaymen), dont il partage l'affiche avec Rhona Mitra.
Catholique pratiquant, il interprète le rôle de Jésus de Nazareth en 2004 dans le film La Passion du Christ de Mel Gibson. Lors du tournage, il se serait démis une épaule, aurait attrapé une pneumonie et aurait été frappé par la foudre. Il déclare que ce tournage fut une « authentique expérience spirituelle ». Il est, à cette occasion, invité au Vatican par le pape Jean-Paul II. Par ailleurs, lors du voyage du pape François sur la côte est des États-Unis, Caviezel est invité pour déclarer en quelques mots son expérience religieuse, sur scène[réf. souhaitée].
Il tient souvent des rôles secondaires à partir de 2005, comme dans le film d'action Déjà vu, de Tony Scott.
En 2009, il tient le premier rôle dans la mini-série télévisée Le Prisonnier, remake de la série éponyme de 1967.
Entre 2011 et 2016, il joue le personnage de John Reese dans la série télévisée américaine Person of Interest, créée par Jonathan Nolan et produite par J. J. Abrams.

### Vues politiques
En 2021, Jim Caviezel a approuvé des éléments de la théorie du complot QAnon, lors d'une apparition à distance au « Health and Freedom Conference » à Broken Arrow Oklahoma. Il faisait alors la promotion du film Sound of Freedom, dont la trame est centrée sur les activités du militant anti-traite des êtres humains (plus particulièrement des enfants) Tim Ballard. Caviezel a affirmé que Ballard aurait dû se présenter à la conférence mais qu'il en avait été empêché parce qu'il « sauvait les victimes de trafic » qui étaient victimes d'extraction de l'adrénochrome. Caviezel a suggéré qu'il avait vu des preuves d'enfants soumis à cette pratique, dont l'existence est une croyance fondamentale de QAnon,,.

## Filmographie

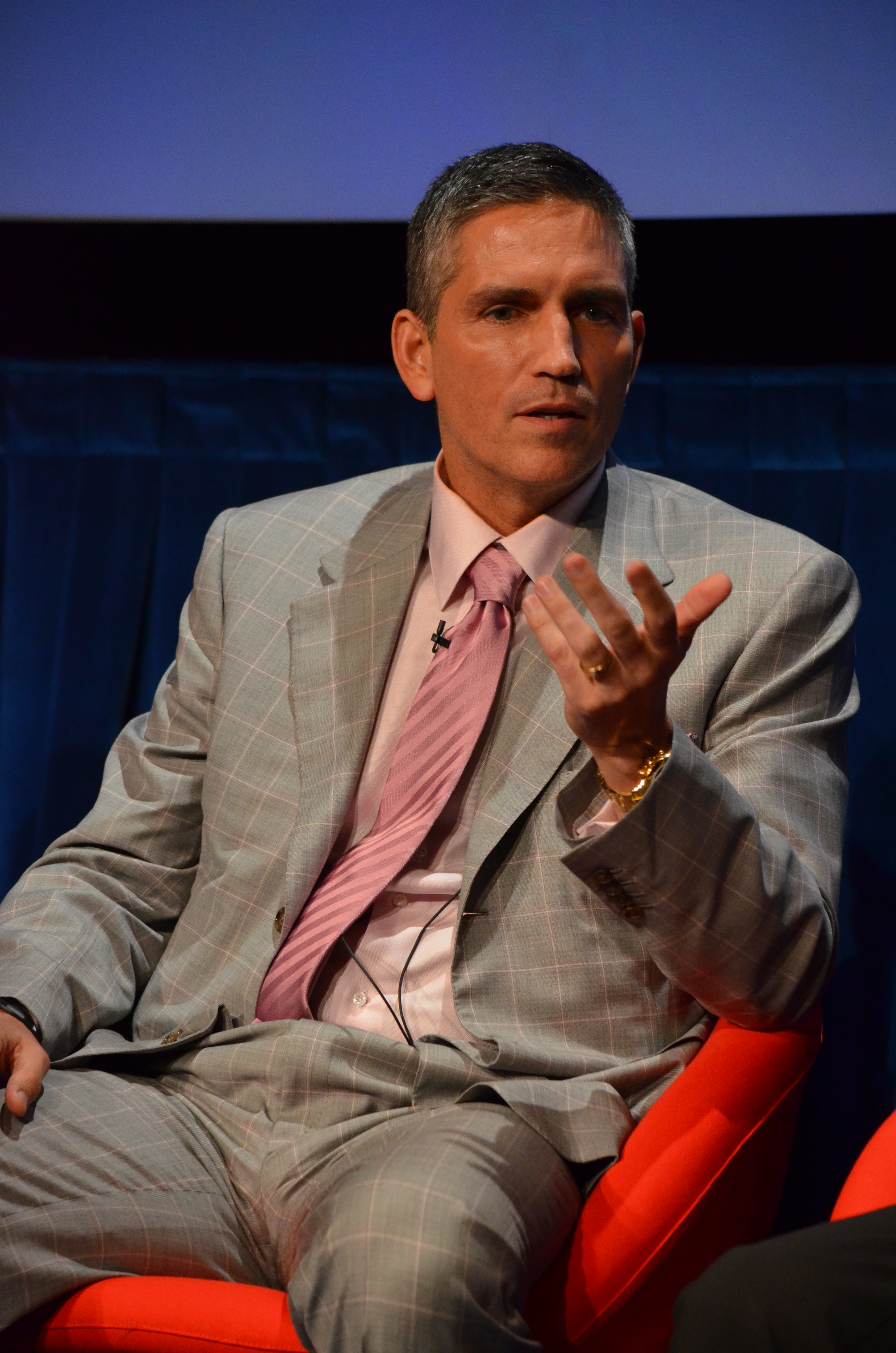
Jim Caviezel au Paley Center, en mai 2012.

### Cinéma
- 1991 : My Own Private Idaho de Gus Van Sant : L'employé de la compagnie aérienne
- 1992 : La Nuit du défi (Diggstown) de Michael Ritchie : Billy Hargrove
- 1994 : Wyatt Earp de Lawrence Kasdan : Warren Earp
- 1996 : Ed de Bill Couturié : Dizzy Anderson
- 1996 : Rock de Michael Bay : Le pilote du F/A-18
- 1997 : À armes égales (G.I. Jane) de Ridley Scott : « Slov » Slovnik
- 1998 : La Ligne rouge (The Thin Red Line) de Terrence Malick : le soldat Witt
- 1999 : Chevauchée avec le diable (Ride with the Devil) d'Ang Lee : Black John
- 2000 : Fréquence interdite (Frequency) de Gregory Hoblit : John Sullivan
- 2000 : Un monde meilleur (Pay It Forward) de Mimi Leder : Jerry, le SDF
- 2001 : Angel Eyes de Luis Mandoki : Steven « Catch » Lambert
- 2001 : Madison de William Bindley : Jim McCormick
- 2002 : La Vengeance de Monte Cristo (The Count of Monte Cristo) de Kevin Reynolds : Edmond Dantès
- 2002 : Crimes et Pouvoir (High Crimes) de Carl Franklin : Tom Kubik
- 2003 : I Am David de Paul Feig : Johannes
- 2004 : Highwaymen : La Poursuite infernale (Highwaymen) de Robert Harmon : James « Rennie » Cray
- 2004 : La Passion du Christ (The Passion of the Christ) de Mel Gibson : Jésus
- 2004 : Final Cut d'Omar Naim : Fletcher
- 2004 : Bobby Jones, naissance d'une légende (Bobby Jones : Stroke of Genius) de Rowdy Herrington : Bobby Jones
- 2006 : Blackout de Simón Brand : Jean Jacket
- 2006 : Déjà Vu de Tony Scott : Carroll Oerstadt
- 2008 : Outlander : Le Dernier Viking (Outlander) de Howard McCain : Kainan
- 2008 : The Stoning of Soraya M. de Cyrus Nowrasteh : Freidoune Sahebjam
- 2008 : Long Weekend de Jamie Blanks : Peter
- 2012 : Transit d'Antonio Negret : Nate
- 2013 : Évasion (Escape Plan) de Mikael Håfström : Willard Hobbes
- 2013 : Savannah d'Annette Haywood-Carter : Ward Allen
- 2014 : When the Game Stands Tall de Thomas Carter : Bob Ladouceur
- 2017 : La Balade de Lefty Brown (The Ballad of Lefty Brown) de Jared Moshé : Jimmy Bierce
- 2018 : Paul, Apôtre du Christ (Paul, Apostle of Christ) de Andrew Hyatt : Luc l’évangéliste
- 2018 : Running for Grace de David L. Cunningham : Reyes
- 2020 : Infidel de Cyrus Nowrasteh : Doug Rawlins
- 2023 : Sound of Freedom de Alejandro Monteverde : Tim Ballard
- Prévu pour 2024 : La Passion du Christ : Résurrection (The Passion of the Christ: Resurrection) de Mel Gibson : Jésus

### Télévision

#### Séries télévisées
- 1992 : Les Années coup de cœur : Bobby Riddle
- 1992 : Human Target : Meneur d'escouade
- 1995 : Arabesque : Darryl Harding
- 1995 : La croisée des destins (Children of the Dust) : Dexter
- 2009 : Le Prisonnier : Numéro 6
- 2011 - 2016 : Person of Interest : John Reese

#### Téléfilms
- 1995 : 77 Sunset Strip de Félix Enríquez Alcalá : Scott Baker

## Voix françaises
| - Éric Legrand dans : - Fréquence interdite - Highwaymen, la poursuite infernale - Final Cut - Outlander : Le Dernier Viking - Jean-Pierre Michaël dans : - Person of Interest (série télévisée) - Évasion - When the Game Stands Tall - Sound of Freedom - Didier Cherbuy dans : - La Ligne rouge - Angel Eyes - Crimes et Pouvoir - Dominique Guillo dans : - La Vengeance de Monte-Cristo - Déjà vu - Long Weekend | - Vincent Ribeiro dans : - Le Prisonnier (mini-série) - Transit Et aussi - Fabrice Josso dans Arabesque (série télévisée) - Mathias Kozlowski dans Wyatt Earp - Thierry Ragueneau dans À armes égales - Boris Rehlinger dans Chevauchée avec le diable - Cyrille Monge dans Un monde meilleur - Jérôme Keen dans Savannah - Philippe Valmont dans Paul, Apôtre du Christ |